# Catasticta pieris
Catasticta pieris är en fjärilsart som först beskrevs av Carl Heinrich Hopffer 1874.  Catasticta pieris ingår i släktet Catasticta och familjen vitfjärilar.
Artens utbredningsområde är Peru. Inga underarter finns listade i Catalogue of Life.